# Flecha Valona 2020
La 84.ª edición de la clásica ciclista Flecha Valona fue una carrera en Bélgica que se celebrará el 30 de septiembre de 2020 con inicio en la ciudad de Herve situado en Valonia, en la provincia de Lieja, y final en el municipio de Huy sobre un recorrido de 202 kilómetros.
La carrera, además de ser la primera clásica de las Ardenas, formó parte del UCI WorldTour 2020, calendario ciclístico de máximo nivel mundial, siendo la decimoquinta carrera de dicho circuito y fue ganada por el suizo Marc Hirschi del Sunweb. Completaron el podio, como segundo y tercer clasificado respectivamente, el francés Benoît Cosnefroy del AG2R La Mondiale y el canadiense Michael Woods del EF.

## Recorrido
La Flecha Valona dispuso de un recorrido total de 202 kilómetros con algunos cambios con relación a la edición anterior, como importante novedad la línea de salida era la ciudad de Herve situado en la Región Valona de Bélgica para finalizar en el tradicional Muro de Huy.
| Cotas de la carrera |                            |              |                 |           |
| Número              | Nombre                     | Longitud (m) | Pendiente media | Kilómetro |
| ------------------- | -------------------------- | ------------ | --------------- | --------- |
| 1                   | Côte de Trasenster         | 3300         | 4,9 %           | 30,5      |
| 2                   | Côte d'Ereffe              | 2100         | 5 %             | 119,5     |
| 3                   | Côte du chemin des Gueuses | 1800         | 6,5 %           | 128,5     |
| 4                   | Muro de Huy (1ª paso)      | 1300         | 9,6 %           | 138,5     |
| 5                   | Côte d'Ereffe              | 2100         | 5 %             | 151       |
| 6                   | Côte du chemin des Gueuses | 1800         | 6,5 %           | 160,5     |
| 7                   | Muro de Huy (2ª paso)      | 1300         | 9,6 %           | 170       |
| 8                   | Côte d'Ereffe              | 2100         | 5 %             | 183       |
| 9                   | Côte du chemin des Gueuses | 1800         | 6,5 %           | 192,5     |
| 10                  | Muro de Huy (3ª paso)      | 1300         | 9,6 %           | 202       |

## Equipos participantes
Tomaron parte en la carrera 25 equipos: 19 de categoría UCI WorldTeam y 6 de categoría UCI ProTeam. Formaron así un pelotón de 168 ciclistas de los que acabaron 143. Los equipos participantes fueron:
| WorldTeams (19)- Deceuninck-Quick Step - Astana - UAE Team Emirates - Lotto Soudal - Bora-Hansgrohe - Trek-Segafredo - Team Sunweb - NTT Pro Cycling - Movistar Team - AG2R La Mondiale - Bahrain McLaren - Jumbo-Visma - Ineos Grenadiers - Groupama-FDJ - CCC Team - EF Pro Cycling - Cofidis - Mitchelton-Scott - Israel Start-Up Nation ProTeams (6)- Circus-Wanty Gobert - Sport Vlaanderen-Baloise - Bingoal-Wallonie Bruxelles - Alpecin-Fenix - Total Direct Énergie - Arkéa-Samsic |
| |

## Clasificaciones finales
- Las clasificaciones finalizaron de la siguiente forma:[4]

### Clasificación general
| \| Clasificación general \| Clasificación general \| Clasificación general \| Clasificación general \| Clasificación general \| \| Ciclista \| Ciclista \| Equipo \| Tiempo \| \| \| --------------------- \| --------------------- \| ---------------------- \| --------------------- \| --------------------- \| \| 1.º \| Marc Hirschi \| Team Sunweb \| 4 h 49 min 17 s \| \| \| 2.º \| Benoît Cosnefroy \| AG2R La Mondiale \| + 0 s \| \| \| 3.º \| Michael Woods \| EF Pro Cycling \| + 0 s \| \| \| 4.º \| Warren Barguil \| Arkéa-Samsic \| + 0 s \| \| \| 5.º \| Daniel Martin \| Israel Start-Up Nation \| + 0 s \| \| \| 6.º \| Michał Kwiatkowski \| Ineos Grenadiers \| + 0 s \| \| \| 7.º \| Patrick Konrad \| Bora-Hansgrohe \| + 5 s \| \| \| 8.º \| Richie Porte \| Trek-Segafredo \| + 5 s \| \| \| 9.º \| Tadej Pogačar \| UAE Team Emirates \| + 5 s \| \| \| 10.º \| Simon Geschke \| CCC Team \| + 10 s \| \| |                    |                        |                 |
| |                    |                        |                 |
| Fuente: ProCyclingStats |                    |                        |                 |
| Clasificación general |                    |                        |                 |
| Ciclista | Ciclista           | Equipo                 | Tiempo          |
| 1.º | Marc Hirschi       | Team Sunweb            | 4 h 49 min 17 s |
| 2.º | Benoît Cosnefroy   | AG2R La Mondiale       | + 0 s           |
| 3.º | Michael Woods      | EF Pro Cycling         | + 0 s           |
| 4.º | Warren Barguil     | Arkéa-Samsic           | + 0 s           |
| 5.º | Daniel Martin      | Israel Start-Up Nation | + 0 s           |
| 6.º | Michał Kwiatkowski | Ineos Grenadiers       | + 0 s           |
| 7.º | Patrick Konrad     | Bora-Hansgrohe         | + 5 s           |
| 8.º | Richie Porte       | Trek-Segafredo         | + 5 s           |
| 9.º | Tadej Pogačar      | UAE Team Emirates      | + 5 s           |
| 10.º | Simon Geschke      | CCC Team               | + 10 s          |

## UCI World Ranking
La Flecha Valona otorgó puntos para el UCI World Ranking para corredores de los equipos en las categorías UCI WorldTeam, UCI ProTeam y Continental. Las siguientes tablas son el baremo de puntuación y los 10 corredores que obtuvieron más puntos:
| Posición   | 1.º | 2.º | 3.º | 4.º | 5.º | 6.º | 7.º | 8.º | 9.º | 10.º | 11.º | 12.º | 13.º | 14.º | 15.º | 16.º-20.º | 21.º-30.º | 31.º-50.º | 51.º-55.º | 56.º-60.º |
| Puntuación | 400 | 320 | 260 | 220 | 180 | 140 | 120 | 100 | 80  | 68   | 56   | 48   | 40   | 32   | 28   | 24        | 16        | 8         | 4         | 2         |

| Clasificación |                    |                        |        |
| Posición      | Ciclista           | Equipo                 | Puntos |
| ------------- | ------------------ | ---------------------- | ------ |
| 1.º           | Marc Hirschi       | Sunweb                 | 400    |
| 2.º           | Benoît Cosnefroy   | AG2R La Mondiale       | 320    |
| 3.º           | Michael Woods      | EF                     | 260    |
| 4.º           | Warren Barguil     | Arkéa Samsic           | 220    |
| 5.º           | Daniel Martin      | Israel Start-Up Nation | 180    |
| 6.º           | Michał Kwiatkowski | INEOS Grenadiers       | 140    |
| 7.º           | Patrick Konrad     | Bora-Hansgrohe         | 120    |
| 8.º           | Richie Porte       | Trek-Segafredo         | 100    |
| 9.º           | Tadej Pogačar      | UAE Emirates           | 80     |
| 10.º          | Simon Geschke      | CCC                    | 68     |